# Charles Michel
Charles Michel (Namur, 21 de diciembre de 1975) es un político belga. Desde el 1 de diciembre de 2019 hasta el 30 de noviembre de 2024 fue el presidente del Consejo Europeo. Desde el 11 de octubre de 2014 hasta el 27 de octubre de 2019 fue primer ministro de Bélgica.

## Biografía
Charles Michel es hijo del exministro belga de Asuntos Exteriores y comisario europeo Louis Michel (también perteneciente a su partido, el Movimiento Reformador). Estudió1 Derecho en la Universidad Libre de Bruselas (ULB) y en la Universidad de Ámsterdam (UVA).

## Trayectoria política
Miembro1 desde 1991 y después presidente (1992-1999) de la Federación de Jóvenes Reformadores Liberales de Jodoigne. Fue consejero provincial del Brabante Valón (1995-1999). Ejerce como abogado en Bruselas desde 1998. Es diputado federal desde junio de 1999. 
Con 23 años de edad fue apuntado ministro de Asuntos interiores y de la Función pública (octubre de 2000-julio de 2004) en Valonia. 
Con 26 años de edad fue apuntado concejal de Empresas públicas y de Urbanismo de Wavre (julio de 2004-noviembre de 2006) y portavoz del Movimiento Reformador (2004-2011). 
A nivel local, se presentó al concejo de Wavre en el año 2000, con 24 años de edad. Ganó las elecciones locales en 2006 y se convirtió en uno de los alcaldes más jóvenes de esta ciudad, con 30 años. Desde 2007, año en el que fue nombrado ministro federal, sin embargo, no ejerce este cargo. Después de las elecciones federales de 2007 y de la larga crisis política, Charles Michel recibió el cargo de ministro de Cooperación para el Desarrollo con el tercer gobierno de Guy Verhofstadt (Open VLD), y lo mantuvo en los gobiernos posteriores Leterme I, Van Rompuy I y Leterme II (diciembre de 2007-febrero de 2011).1

### Primer ministro
Después de las elecciones generales de 2014, Michel fue nombrado informateur y luego co-formateur para la formación de gobierno. Cuando el CD&V escogió la posición de comisario europeo para Marianne Thyssen en lugar de la posición de primer ministro para Kris Peeters, quedó claro que Michel sería el próximo primer ministro belga. Cuando el 7 de octubre de 2014 se logró un acuerdo global entre cuatro partidos para formar un nuevo gobierno, Michel fue formalmente propuesto para dirigirlo con Peeters como uno de los cuatro vice primeros ministros. Michel fue el primer ministro más joven de la historia de Bélgica.3
En el Ministerio de Seguridad e Interior se están privatizando muchas de las tareas de la policía federal (seguridad de los edificios públicos, supervisión de los detenidos, etc.), mientras que los departamentos que se ocupan de la delincuencia internacional (en particular la informática y las finanzas) están descentralizados. En Defensa, mientras que el presupuesto de inversión en equipamiento se incrementa a petición de la OTAN, se prevé una reducción de personal del 19,5 %.

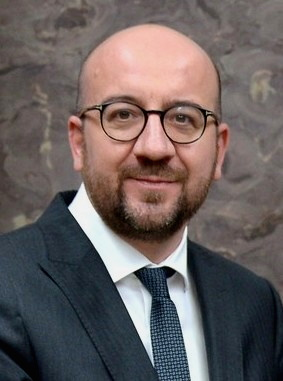
Michel en 2018.

Las instituciones culturales y científicas federales se ven afectadas por recortes presupuestarios del 20 %. El presupuesto asignado al funcionamiento del poder judicial también está agotado, lo que lleva al más alto magistrado de Bélgica a acusar a la «lógica de la economía» de ser responsable de una «patología de todo el sistema judicial que pone en peligro el Estado de derecho». Las contribuciones de los empleadores se reducen, compensadas por aumentos en los impuestos y en el impuesto al valor agregado.
También se adopta un enfoque liberal en los ámbitos de la jubilación (ley Bacquelaine, que reduce las pensiones de los antiguos desempleados) y del derecho laboral (ley Peeters, que desregula el uso de las horas extraordinarias, los contratos a tiempo parcial y los horarios de trabajo flexibles).
El 18 de diciembre de 2018, una semana después de la ruptura del pacto de gobierno con los independentistas flamencos de la N-VA provocada por la inminente ratificación por parte de Bélgica del Pacto Mundial sobre Migración en la cumbre de la ONU en Marrakech, anunció su dimisión como primer ministro, que el rey aceptó días después, pero le encargó continuar con el gobierno en funciones hasta las próximas elecciones de mayo de 2019.

### Presidente del Consejo Europeo

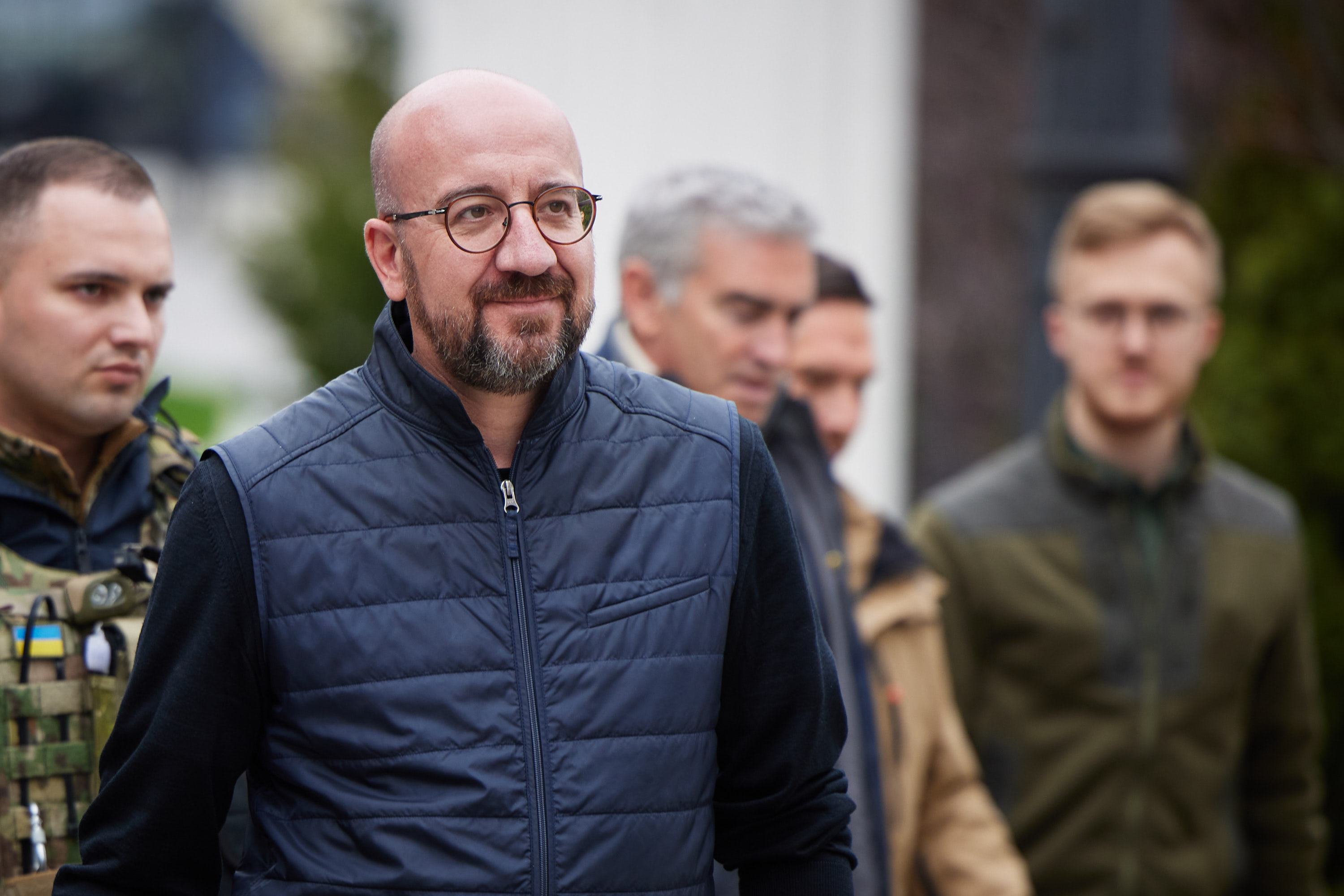
Michel en 2022.

El 2 de julio de 2019 el Consejo Europeo eligió a Michel como su nuevo presidente. El 1 de diciembre siguiente tomó posesión del cargo en Bruselas. Al mismo tiempo, la alemana Ursula von der Leyen asumió como presidenta de la Comisión Europea.
En 2020, varios de los Estados miembros de la Unión se confrontaron a la crisis sanitaria de la pandemia de enfermedad por coronavirus. El impacto mediático generado por la situación, precipitó a los gobiernos nacionales y a las instituciones europeas a una situación sin precedentes, a la que respondieron mediante numerosas acciones políticas.
Para elaborar un plan de recuperación, la Comisión está en contacto con Michel, los Estados miembros y el Parlamento Europeo.